# Nouvelle-Zélande aux Jeux olympiques d'hiver de 1998
La Nouvelle-Zélande participe aux Jeux olympiques d'hiver de 1998, organisés à Nagano au Japon. Ce pays prend part à ses onzièmes Jeux olympiques d'hiver. Huit athlètes néo-zélandais, quatre hommes et quatre femmes, prennent part à la manifestation. Ils ne remportent pas de médaille.

## Athlètes engagés

### Bobsleigh
| Bob   | Athlètes                  | Épreuve    | Manche 1 | Manche 1 | Manche 2 | Manche 2 | Manche 3 | Manche 3 | Manche 4 | Manche 4 | Total         | Total |
| Bob   | Athlètes                  | Épreuve    | Temps    | Rang     | Temps    | Rang     | Temps    | Rang     | Temps    | Rang     | Temps         | Rang  |
| ----- | ------------------------- | ---------- | -------- | -------- | -------- | -------- | -------- | -------- | -------- | -------- | ------------- | ----- |
| NZL-1 | Alan Henderson Angus Ross | Bob à deux | 56 s 29  | 27       | 56 s 28  | 29       | 56 s 12  | 28       | 55 s 97  | 28       | 3 min 44 s 66 | 28    |

### Luge

#### Femmes
| Athlète    | Manche 1 | Manche 1 | Manche 2 | Manche 2 | Manche 3 | Manche 3 | Manche 4 | Manche 4 | Total          | Total |
| Athlète    | Temps    | Rang     | Temps    | Rang     | Temps    | Rang     | Temps    | Rang     | Temps          | Rang  |
| ---------- | -------- | -------- | -------- | -------- | -------- | -------- | -------- | -------- | -------------- | ----- |
| Angie Paul | 52 s 534 | 20       | 52 s 254 | 19       | 51 s 870 | 20       | 51 s 808 | 22       | 3 min 28 s 466 | 19    |

### Patinage de vitesse

#### Hommes
| Épreuve | Athlète         | Race          | Race |
| Épreuve | Athlète         | Temps         | Rang |
| ------- | --------------- | ------------- | ---- |
| 1000 m  | Chris Nicholson | 1 min 13 s 86 | 35   |
| 1500 m  | Chris Nicholson | 1 min 55 s 06 | 40   |

### Ski acrobatique

#### Hommes
| Athlète        | Épreuve | Qualification | Qualification | Qualification | Finale            | Finale            | Finale            |
| Athlète        | Épreuve | Temps         | Points        | Rang          | Temps             | Points            | Rang              |
| -------------- | ------- | ------------- | ------------- | ------------- | ----------------- | ----------------- | ----------------- |
| Richard Ussher | Bosses  | 31 s 96       | 20 s 75       | 25            | N'a pas participé | N'a pas participé | N'a pas participé |

#### Femmes
| Athlète    | Épreuve | Qualification   | Qualification | Qualification | Finale | Finale          | Finale |
| Athlète    | Épreuve | Temps           | Points        | Rang          | Temps  | Points          | Rang   |
| ---------- | ------- | --------------- | ------------- | ------------- | ------ | --------------- | ------ |
| Kylie Gill | Bosses  | N'a pas terminé | –             | –             | –      | N'a pas terminé | –      |

### Ski alpin

#### Femmes
| Athlète         | Épreuve | Manche 1        | Manche 2 | Total           | Total |
| Athlète         | Épreuve | Temps           | Temps    | Temps           | Rang  |
| --------------- | ------- | --------------- | -------- | --------------- | ----- |
| Claudia Riegler | Slalom  | N'a pas terminé | –        | N'a pas terminé | –     |

### Snowboard

#### Slalom géant femmes
| Athlète     | Manche 1        | Manche 2 | Total           | Total |
| Athlète     | Temps           | Temps    | Temps           | Rang  |
| ----------- | --------------- | -------- | --------------- | ----- |
| Pamela Bell | N'a pas terminé | –        | N'a pas terminé | –     |